# Kanreki dohyō-iri

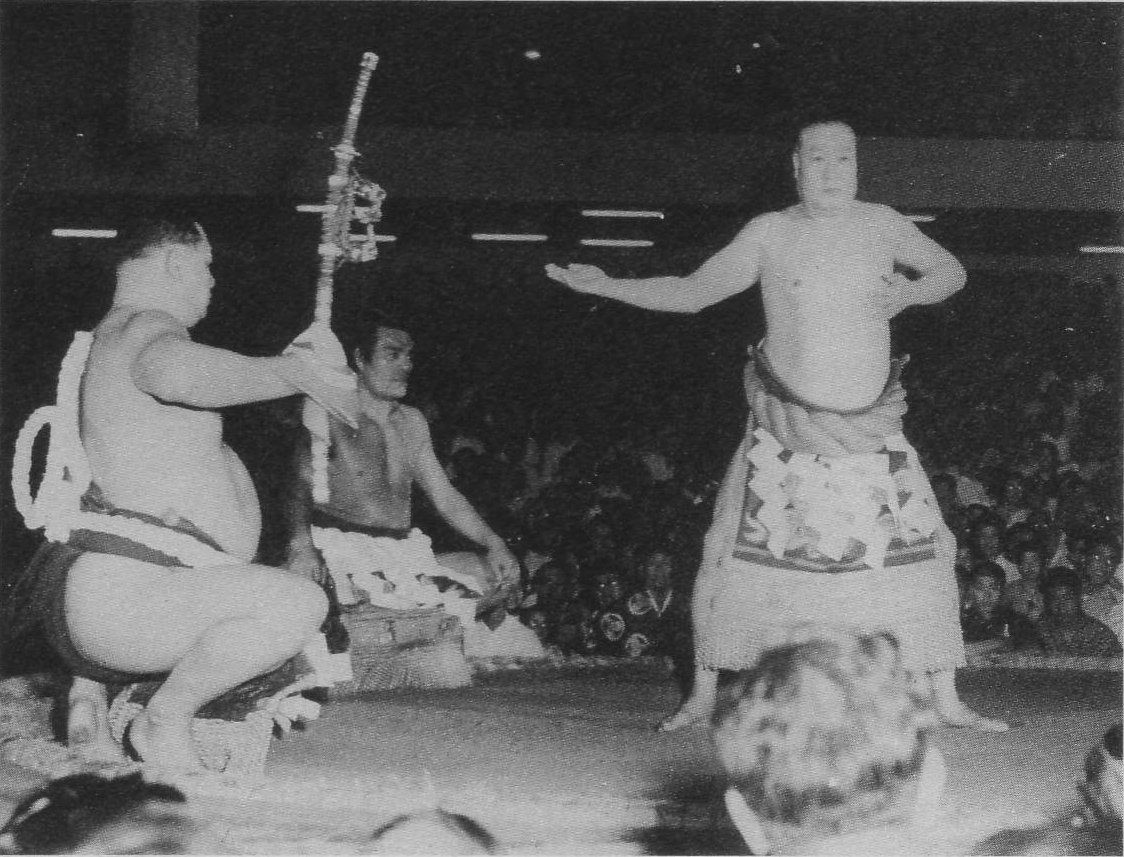
Kanreki dohyō-iri realizado por el ex yokozuna Tsunenohana en 1956.

En el sumo profesional, un kanreki dohyō-iri (Japonés: 還暦土俵入り) es una ceremonia de entrada al ring (dohyō-iri) realizada por un ex yokozuna para celebrar su cumpleaños número 60 (denominado kanreki en japonés). Si este es un toshiyori (anciano) perteneciente a la Asociación Japonesa de Sumo, entonces su ceremonia será realizada en el Ryōgoku Kokugikan, la principal arena de sumo en la ciudad de Tokio. Aquellos exluchadores que no sean miembros de la asociación deben realizarla en otra ubicación. Para la ceremonia, un tsuna especial de color rojo es elaborado y utilizado en vez del típico tsuna blanco del yokozuna. En Japón, alcanzar los 60 años es una ocasión importante y esto es celebrado vistiendo un prenda de color rojo. Este es comúnmente conocido como un akatsuna (赤綱) pero el término no es oficial. Si el barredor o el portador de la espada son también ex yokozuna, estos utilizaran sus propios tsuna.

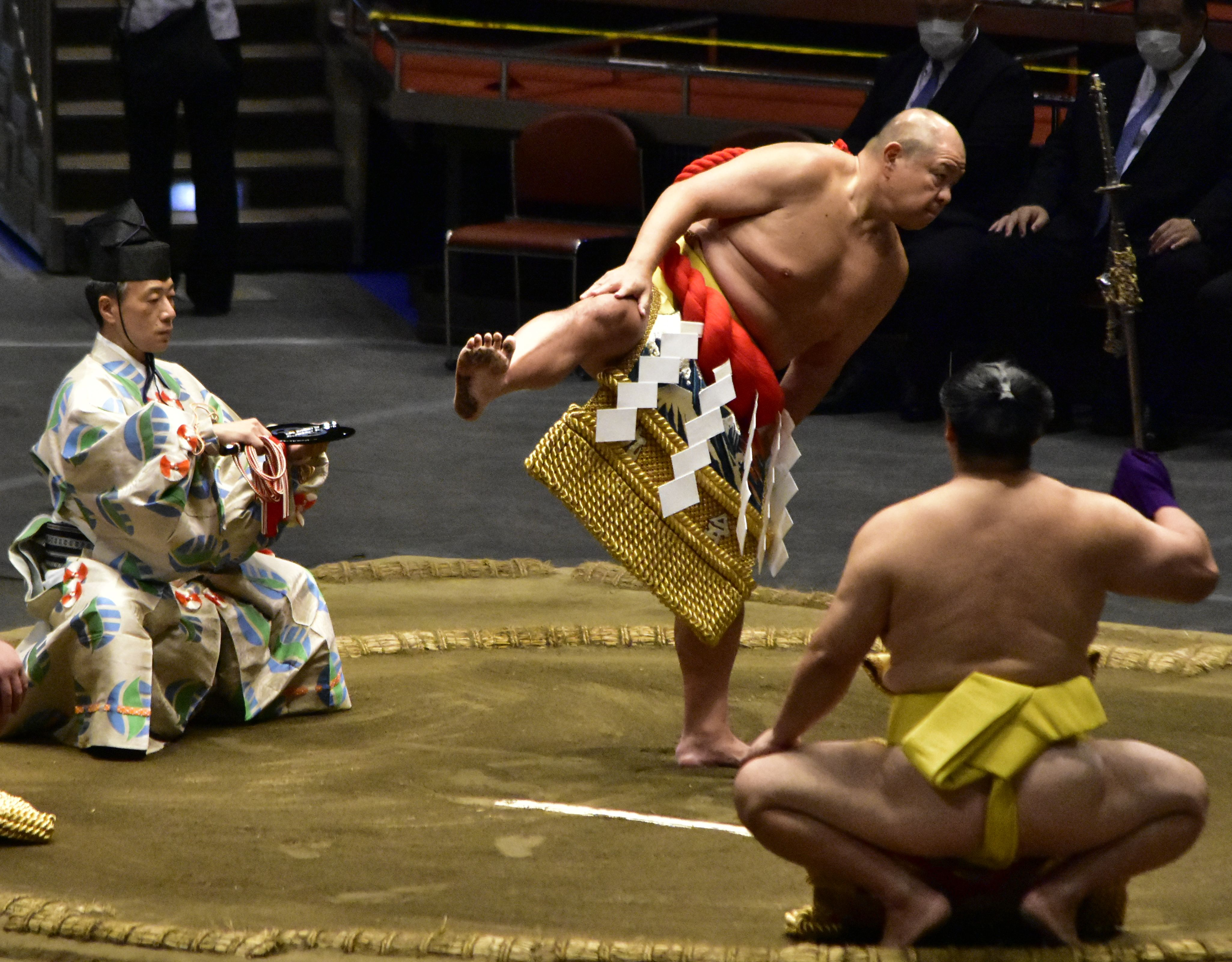
El ex yokozuna Hokutoumi realizando su kanreki dohyō-iri en 2023.

## Historia
El primer kanreki dohyō-iri fue celebrado originalmente para celebrar los logros del legendario yokozuna Tachiyama, el cual había registrado solo tres derrotas desde su promoción al título supremo de yokozuna, y en ocasión de su sexagésimo aniversario. La ceremonia fue llevada a cabo en el Ueno Seiyōken, un reconocido restaurante de cocina francesa ubicado en Tsukiji (Chūō, Tokio). El Tachiyama-kai (太刀山会), la asociación de patrocinadores del yokozuna (koenkai) cuando aun estaba activo, organizó un banquete para más de 300 invitados como parte del evento, y este fue atendido por importantes figuras como Tōyama Mitsuru y Saigō Jūtoku, dos miembros influyentes de la nobleza a los cuales la Asociación Japonesa de Sumo les debía respeto por sus contribuciones.

## Kanrekirealizados en el Kokugikan
Los luchadores están listados por su nombre de ring, seguido de su nombre de toshiyori (en paréntesis) si estos ya se encontraban retirados al momento de la ceremonia.
| Año  | Luchador                                  | Barredor                             | Portador de la espada                                        |
| ---- | ----------------------------------------- | ------------------------------------ | ------------------------------------------------------------ |
| 1952 | Tochigiyama Moriya (Kasugano)             | Akinoumi Setsuo (Fujishima)          | Haguroyama Masaji (activo)                                   |
| 1956 | Tsunenohana Kan'ichi (Dewanoumi)          | Chiyonoyama Masanobu (activo)        | Futabayama Sadaji (Tokitsukaze)                              |
| 1985 | Tochinishiki Kiyotaka (Kasugano)          | Sadanoyama Shinmatsu (Dewanoumi)     | Wakanohana Kanji I (Futagoyama)                              |
| 1988 | Wakanohana Kanji I (Futagoyama)           | Takanosato Toshihide (Naruto)        | Wakanohana Kanji II (Magaki)                                 |
| 2000 | Taihō Kōki (toshiyori especial)           | Chiyonofuji Mitsugu (Kokonoe)        | Kitanoumi Toshimitsu (toshiyori especial)                    |
| 2013 | Kitanoumi Toshimitsu (toshiyori especial) | Takanohana Kōji (toshiyori especial) | Chiyonofuji Mitsugu (Kokonoe)                                |
| 2015 | Chiyonofuji Mitsugu (Kokonoe)             | Harumafuji Kōhei (activo)            | Hakuhō Shō (activo)                                          |
| 2021 | Asahifuji Seiya (Isegahama)               | Aminishiki Ryūji (Ajigawa)           | Harumafuji Kōhei (no se encontraba asociado a la asociación) |
| 2023 | Hokutoumi Nobuyoshi (Hakkaku)             | Hokutofuji Daiki (activo)            | Okinoumi Ayumi (Kimigahama)                                  |

## Kanrekirealizados en otras ubicaciones
| Año  | Luchador                        | Barredor                      | Portador de la espada         | Ubicación                    |
| ---- | ------------------------------- | ----------------------------- | ----------------------------- | ---------------------------- |
| 1937 | Tachiyama Mineemon              | Tachienoumi Namiemon (Kise)   | Tachihikari Den'emon (Naruto) | Restaurante Ueno Seiyōken    |
| 2002 | Kitanofuji Katsuaki             | Hokutoumi Nobuyoshi (Hakkaku) | Chiyonofuji Mitsugu (Kokonoe) | Heya Hakkaku y Hotel East 21 |
| 2007 | Mienoumi Tsuyoshi (Musashigawa) | Miyabiyama Tetsushi (activo)  | Dejima Takeharu (activo)      | Hotel Grand Pacific Meridian |

La ceremonia de Tachiyama fue el primer kanreki-dohyo-iri en la historia del sumo y el único en utilizar el estilo shiranui hasta la realización de la de Asahifuji en 2021. Mienoumi realizó un kanreki-dohyo-iri a tan solo siete meses a su cumpleaños numero 60, justo en el 25° aniversario de la fundación del establo Musashigawa.

## Otrosyokozunaelegibles
Minanogawa Tōzō, Akinoumi Setsuo y Hiroshi Wajima también alcanzaron los 60 años mientras estaban retirados, pero ninguno de ellos realizó el kanreki-dohyo-iri (los tres se encontraban fuera del mundo del sumo hace ya varios años). Kagamisato Kiyoji (Tatsutagawa), Tochinoumi Teruyoshi (Kasugano), Sadanoyama Shinmatsu (Sakaigawa) y Kotozakura Masakatsu (Sadogatake) recibieron su tsuna de color rojo pero no realizaron el dohyo-iri. Kagamisato y Kotozakura no pudieron debido a que ya no poseían buena salud. Similarmente, Tochinoumi no la realizó debido a un problema muscular en su brazo derecho el cual arrastraba desde sus días activo. Sadanoyama declinó realizarla debido a que en aquel momento este había perdido su posición dentro de la Asociación Japonesa de Sumo en circunstancias controversiales. Asashio Tarō (Takasago) también recibió su tsuna rojo, pero este falleció a los 58 años sin poder realizar la ceremonia.
Asahifuji tenía programado realizar su ceremonia kanreki el 30 de mayo de 2020 pero el evento fue pospuesto debido a la pandemia de COVID-19. Esta fue realizada eventualmente el 3 de octubre de 2021 en el Kokugikan.
Ōnokuni Yasushi alcanzó los 60 años de edad en octubre de 2022, sin embargo, no se han reportado planes para su dohyo-iri.